# Курганская епархия
Курга́нская епархия — епархия Русской православной церкви, объединяющая приходы и монастыри в восточной части Курганской области. Входит в состав Курганской митрополии.
Кафедральный город — Курган. Кафедральные соборы — Александро-Невский и Богоявленский.

## История
В 1924—1931 годах существовало Курганское викариатство Тобольской и Сибирской епархии.
Самостоятельная Курганская епархия в пределах Курганской области была образована 23 февраля 1993 года решением Священного Синода Русской православной церкви с титулом архиерея «Курганский и Шадринский».
11 августа 2008 года на 56-м году жизни скончался первый правящий архиерей епископ Михаил (Расковалов). Указом Святейшего Патриарха Алексия II временно управляющим Курганской епархией назначен епископ Магнитогорский Феофилакт, викарий Челябинской епархии.
На проходившем 6 октября 2008 года под председательством Патриарха Алексия II заседании Священного Синода Константин (Горянов), архиепископ Тихвинский, викарий Санкт-Петербургской епархии и ректор Санкт-Петербургской духовной академии и семинарии был назначен архиепископом Курганским и Шадринским.
5 мая 2015 года решением Священного Синода из епархии была выделения часть территории Курганской области и образована самостоятельная Шадринская епархия. Титул архиерея Курганской епархии был изменён на «Курганский и Белозерский». И новым архиереем назначен архиепископ Иосиф (Балабанов). Также епархия вошла в состав новообразованной Курганской митрополии.

## Епископы
Курганское викариатство Тобольской епархии
- Алексий (Орлов) (25 октября 1924 — 16 сентября 1927)
- Георгий (Анисимов) (16 сентября 1927 — 15 января 1928)
- Иаков (Маскаев) (15 января — апрель 1928)
- Георгий (Анисимов) (апрель 1928 — 14 марта 1929)
- Петр (Гасилов) (14 марта — ? 1929)
- Иоанн (Братолюбов) (12 сентября 1930 — конец 1931)
- Мелхиседек (Аверченко) (конец 1931 — 19 ноября 1933)
- Ираклий (Попов) (19 ноября 1933 — 5 декабря 1934)
- Товия (Остроумов) (1950) в/у, епископ Свердловский

Курганская епархия
- Михаил (Расковалов) (3 апреля 1993 — 11 августа 2008)
- Феофилакт (Курьянов) (11 августа — 6 октября 2008) в/у, епископ Магнитогорский
- Константин (Горянов) (6 октября 2008 — 5 мая 2015)
- Иосиф (Балабанов) (5 мая 2015 — 30 августа 2019)
- Даниил (Доровских) (с 30 августа 2019)

## Благочиния
Епархия разделена на 5 церковных округов:
- Центральное благочиние (город Курган)
- Восточное благочиние (Макушинский, Петуховский, Частоозерский районы)
- Западное благочиние (Кетовский и Белозерский районы)
- Северное благочиние (Варгашинский, Лебяжьевский, Мокроусовский районы)
- Южное благочиние (Притобольный и Половинский районы)

## Монастыри
В епархии действуют 2 монастыря:
- Казанский Чимеевский монастырь (мужской; село Чимеево, Белозерский район)
- Свято-Духовская монашеская община (женская; посёлок Смолино, в черте города Кургана) с дальнейшим преобразованием в монастырь.

## Медаль преподобного Далмата Исетского
Медаль учреждена в честь местночтимого святого преподобного Далмата Исетского решением правящего архиерея Архиепископа Курганского и Шадринского Константина, утвержденным Святейшим Патриархом Московским и всея Руси Кириллом 8 мая 2012 года. Медаль имеет две степени. Награждаться медалью Курганской епархии Русской Православной Церкви могут как отдельные лица, так и организации. Повторное награждение одноименной медалью той же степени не производится. Межнаградные сроки для медалей Курганской епархии Русской Православной Церкви составляют два года. Медали Курганской епархии Русской Православной Церкви располагаются на левой стороне груди, ниже общецерковных медалей и медалей других Поместных Церквей, последовательно, согласно рангу, справа налево.
Медаль I степени имеет форму вписанного в круг креста. На лицевой стороне в центре располагается медальон с поясным рельефным изображением преподобного Далмата Исетского. Слева от медальона на кресте располагается стилизованная надпись в две строки: СВ. ПРП., справа — ДАЛМАТЪ. По низу медальон окантован лентой с надписью ИСЕТСКИЙ залитой зеленой эмалью. На обратной стороне медали посредине располагается надпись в четыре строки, выполненная церковнославянским шрифтом: «ЗА ЗАСЛУГИ ПЕРЕД КУРГАНСКОЙ ЕПАРХИЕЙ РУССКОЙ ПРАВОСЛАВНОЙ ЦЕРКВИ», ниже — номер медали. Медаль при помощи ушка и кольца соединяется с прямоугольной колодкой украшенной в нижней своей части рельефным изображением ангела. Колодка обтянута зеленой муаровой лентой шириной 24 мм. На ленте располагаются цвета в следующей пропорции: 17- зеленый, 2-желтый, 5- зеленый. Цвет медали — золоченный. Материалы: латунь с позолотой, холодная эмаль. Диаметр медали: 35 мм. Крепление: на оборотной стороне колодки — булавка.
Медаль II степени аналогична медали I степени. На ленте располагаются цвета в следующей пропорции: 15 — зеленый, 2 — белый, 2 — зеленый, 2 — белый, 3 — зеленый. Цвет медали — серебристый. Материалы: латунь с серебрением, холодная эмаль. Диаметр медали: 35 мм. Крепление: на оборотной стороне колодки — булавка.
- Обратная сторона